# Егино III (Фрайбург)
Егино III (VII) фон Фрайбург (Егон) (на немски: Egino III (Egon III/VII) von Freiburg; † 21 октомври 1385) е граф на Фрайбург (1358 – 1368) и Лихтенек, ландграф в Брайзгау.

## Биография
Той е син на граф Конрад II (III) фон Фрайбург († 1350) и втората му съпруга Анна фон Зигнау († 1368), дъщеря на Улрих фон Зигнау и Анастасия фон Бухег.
По-големият му полубрат Фридрих († 1356) е граф на Фрайбург (1350 -1356) и е наследен от дъщеря му Клара. Егон обвинява затова успешно при Карл IV и поема управлението на Фрайбург.
През 1366 г. той има конфликти с жителите на Фрайбург. Егон побеждава в битката на 18 октомври 1366 г., но абдикира през 1368 г.

## Фамилия
Егино III се жени пр. 21 ноември 1360 г. за Верена фон Нойенбург (* между 1354 – 1358; † между 17 декември 1376 – 11 май 1384), дъщеря на граф Лудвиг фон Нойенбург († 1373) и Катерина де Ньофшател († 1365/1366). Те имат децата:
- Конрад III (IV) (* 1375; † 16 април 1424), граф на Фрайбург и Нойенбург, женен I. на 10 май 1390 г. за Мария фон Верги († 29 март 1407), II. между 18 март 1413 и ноември 1418 г. за графиня Аликс де Бо (* 21 август 1367; † 12 октомври 1426)
- Анна (* 1374; † сл. 1427), омъжена на пр. 11 май 1384/на 13 февруари 1387 г. за маркграф Рудолф III фон Хахберг-Заузенберг (* 1343; † 8 февруари 1428)